# 蒂霍拉
蒂霍拉，是西班牙安达卢西亚自治区阿尔梅里亚省的一个市镇。 总面积68km2, 总人口3777人（2001年），人口密度56人/km2。